# Обнинское городское собрание
О́бнинское городско́е Собра́ние (ОГС) — представительный орган местного самоуправления города Обнинска. Депутаты избираются сроком на 5 лет всеми избирателями города по шести многомандатным избирательным округам (по пять мандатов в каждом округе) по мажоритарной системе относительного большинства. Председатель Обнинского городского Собрания, избираемый из числа депутатов, является главой городского самоуправления (высшим должностным лицом города Обнинска).

## История
После разгона Верховного Совета России в 1993 году были распущены все подобные органы в стране. В городах федерального подчинения для осуществления разделения власти на ветви было предписано избрать исполнительные органы власти (собрания, думы) численностью 18-50 человек. До этого времени полномочия бывших народных советов передавались местным администрациям.

### Первый созыв (1994—1996)
Первый созыв Обнинского городского Собрания был избран 27 марта 1994 года сроком на два года в количестве 7 человек (называемых в то время не депутаты, а представители). Выборы мэра проводились по общегородскому избирательному округу, представителей в Обнинское городское Собрание — по семи одномандатным одномандатным избирательным округам (в соответствии с постановлением Администрации города «О выборах в органы местного самоуправления города Обнинска» № 01-09 (03)110) от 3 февраля 1994 года.
Главой городского самоуправления — мэром города был избран Михаил Владимирович Шубин.
В одномандатных округах были избраны представители:
- Валерий Анатольевич Штоббе
- Александр Александрович Пронин
- Аркадий Семёнович Жилкин
- Татьяна Михайловна Котляр
- Нина Васильевна Илларионова
- Николай Степанович Якубовский

По 5-му и 7-му округам выборы представителей не состоялись, поскольку на выборы пришло менее 25 % избирателей.
На первом заседании координатором Обнинского городского Собрания до принятия регламента был избран А. А. Пронин. 25 апреля 1994 года координатором был избран тайным голосованием В. А. Штоббе, его заместителем А. А. Пронин. На том же заседании были определены полномочия Главы городского самоуправления. На заседании 6 октября 1994 года был вынесен вопрос о переизбрании координатора, поскольку В. А. Штоббе сложил с себя полномочия представителя Обнинского городского собрания по семейным обстоятельствам. Координатором был избран Н. С. Якубовский.
Первый созыв Обнинского городского Собрания работал в соответствии с положением «Об основах организации местного самоуправления в Калужской области на период поэтапной конституционной реформы» и регламентом работы Обнинского городского Собрания. Им было принято решение «Об участии города Обнинска в государственном правовом эксперименте по отработке модели организации городского самоуправления» и создана рабочая комиссия по подготовке проекта Устава города.
26 декабря 1994 года по 5-му и 7-му избирательным округам в состав Обнинского городского Собрания были кооптированы Алла Гавриловна Просвиркина и Галина Александровна Рыгина, на что последовал протест прокурора № 12-8 от 23 января 1995 года.
10 ноября 1995 года было принято решение городского Собрания «О проведении городского референдума по концепции Устава города Обнинска» № 02-21, а 15 ноября 1995 года решением городского Собрания была утверждена форма и текст бюллетеня участника городского референдума по концепции Устава города. Референдум был проведен 17 декабря 1995 года. 13 декабря 1995 года Т. М. Котляр сложила свои полномочия депутата как протест против нарушения прав избирателей по выбору структуры органов местного самоуправления (против утверждённого Обнинским городским Собранием бюллетеня референдума).
26 января 1996 года Г. А. Рыгина написала заявление в Обнинское городское Собрание о сложении своих депутатских полномочий досрочно.
5 февраля 1996 года Обнинским городским Собранием было принято решение о проведении выборов Главы городского самоуправления — мэра города и депутатов Обнинского городского Собрания. Выборы были назначены на 24 марта 1996 года. Первый Устав города был принят 16 марта 1996 года, решением Обнинского городского Собрания № 01-26. Депутаты принимали Устав города в уменьшенном составе, так как Т. М. Котляр и Г. А. Рыгина сложили свои полномочия, а А. Г. Просвиркина была выведена из состава Обнинского городского Собрания по решению суда.

### Второй созыв (1996—1998)
Второй созыв Обнинского городского собрания был избран 24 марта 1996 года по семи одномандатным округам в составе:
- Юрий Алексеевич Казанский
- Николай Степанович Якубовский
- Алла Гавриловна Просвиркина
- Татьяна Михайловна Котляр
- Борис Владимирович Долгов
- Владимир Васильевич Морозов
- Вадим Дмитриевич Капустин

Главой городского самоуправления — мэром города Обнинска по общегородскому избирательному округу был повторно избран Михаил Владимирович Шубин.
8 апреля 1996 года председателем Обнинского городского Собрания был избран Ю. А. Казанский, работающий не на постоянной основе. Заместителями председателя были избраны А. Г. Просвиркина и Н. С. Якубовский. На освобождённой основе работали депутаты Т. М. Котляр, А. Г. Просвиркина, В. Д. Капустин, Н. С. Якубовский.
10 октября 1997 года решением Обнинского городского Собрания № 01-24 были внесены изменения в Устав города Обнинска, согласно которым изменились сроки полномочий депутатов (вместо 2 лет депутаты стали избираться на 4 года), изменился количественный состав (вместо 7 депутатов в городское Собрание должно было быть избрано 8 депутатов по двум многомандатным округам — по четыре мандата в каждом округе — по мажоритарной системе относительного большинства).
22 декабря 1997 года городским Собранием было принято решение «О назначении выборов Главы городского самоуправления — мэра города и депутатов Обнинского городского Собрания», согласно которому выборы были назначены на 29 марта 1998 года.

### Третий созыв (1998—2002)
Третий созыв Обнинского городского Собрания был избран 29 марта 1998 года сроком на 4 года в составе:
- Геннадий Юрьевич Артемьев, 1963 года рождения, директор детского дома «Милосердие»
- Михаил Иванович Богомолов, 1963 года рождения, врач
- Татьяна Васильевна Волкова, 1947 года рождения, инженер-химик
- Борис Владимирович Долгов, 1940 года рождения, врач
- Татьяна Михайловна Котляр, 1951 года рождения, математик
- Александр Васильевич Морозов, 1950 года рождения, инженер
- Владимир Васильевич Морозов, 1948 года рождения, инженер-строитель
- Алла Гавриловна Просвиркина, 1940 года рождения, географ

Главой городского самоуправления — мэром города избран Михаил Владимирович Шубин.
Тайным голосованием депутатов 10 апреля 1998 года председателем Обнинского городского собрания был избран Г. Ю. Артемьев, заместителем председателя — А. В. Морозов.
Депутаты А. Г. Просвиркина, Т. М. Котляр и Т. В. Волкова работали на постоянной основе, остальные депутаты — на непостоянной (возмездной) основе.
В ноябре 2000 года Т. М. Котляр выставила свою кандидатуру в депутаты Законодательного собрания Калужской области и, победив, освободила место в Обнинском городском собрании.
29 декабря 2000 года глава городского самоуправления — мэр города М. В. Шубин сложил свои полномочия по личному заявлению. Решением Обнинского городского Собрания были прекращены полномочия Шубина и на 18 марта 2001 года назначены выборы главы городского самоуправления и дополнительные выборы по ставшему вакантным депутатскому мандату округа № 2.
На этих выборах главой городского самоуправления был избран Игорь Михайлович Миронов, депутатом Обнинского городского Собрания Нина Васильевна Илларионова.
В связи с тем, что Обнинск стал наукоградом, в структуру администрации города в апреле 2001 года была введена должность вице-мэра по науке, на которую была назначена А. Г. Просвиркина, сложившая полномочия депутата.
На постоянной основе в Обнинском городском Собрании стали работать председатель Г. Ю. Артемьев (с мая 2001 года) и заместитель председателя А. В. Морозов (с ноября 2001 года).
22 января 2002 года решением городского Собрания № 01-30 была назначена дата проведения выборов депутатов Обнинского городского Собрания на 31 марта 2002 года.

### Четвёртый созыв (2002—2005)
Четвёртый созыв Обнинского городского собрания был избран 31 марта 2002 года сроком на 4 года по двум многомандатным избирательным округам.
По первому избирательному округу:
- Татьяна Васильевна Волкова
- Владислав Александрович Литвинов
- Олег Анатольевич Колесников
- Александр Васильевич Морозов

По второму избирательному округу:
- Геннадий Юрьевич Артемьев
- Владимир Васильевич Морозов
- Нина Васильевна Илларионова
- Сергей Николаевич Забеданский

На первом заседании Обнинского городского Собрания 11 апреля 2002 года председателем был избран Г. Ю. Артемьев, заместителем председателя — А. В. Морозов.
В связи с избранием Г. Ю. Артемьева депутатом Законодательного собрания Калужской области, 14 декабря 2004 года Артемьев досрочно сложил свои полномочия на основании личного заявления.
11 января 2005 года Обнинское городское Собрание удовлетворило заявление главы городского самоуправления — мэра города И. М. Миронова о добровольном сложении полномочий.
Решением Обнинского городского Собрания № 01-27 были приняты изменения в Устав города Обнинска, где пункт 2 статьи 8 был изложен в следующей редакции: «2. Высшим должностным лицом города Обнинска является Глава городского самоуправления, избираемый из числа депутатов Обнинского городского Собрания», и абзац 2 пункта 1 статьи 12 излагался в редакции: «На городских выборах избираются депутаты городского Собрания». Решением Обнинского городского Собрания № 04-27 председателем Обнинского городского Собрания был избран В. В. Морозов. Решением городского Собрания № 05-27 В. А. Литвинов был избран вторым заместителем председателя Обнинского городского Собрания.
13 января 2005 года на продолжавшемся 27-м заседании Обнинского городского Собрания решением № 06-27 главой городского самоуправления из состава Обнинского городского Собрания был избран В. В. Морозов, 27 января 2005 года решением городского Собрания № 01-29 главой Администрации города (исполнительно-распорядительного органа) был назначен Николай Евгеньевич Шубин.
1 июля 2005 года решением Обнинского городского Собрания № 01-37 был принят Устав муниципального образования «Город Обнинск».
29 июня 2005 года решениями Обнинского городского Собрания № 10-36 и 11-36 были утверждены Герб и Флаг города Обнинска.
29 июля 2005 года на основании заявлений о сложении полномочий Обнинское городское Собрание удовлетворило заявления В. А. Литвинова и О. А. Колесникова о досрочном прекращении полномочий.
Муниципальная избирательная комиссия назначила выборы пятого созыва Обнинского городского Собрания на 30 октября 2005 года.

### Пятый созыв (2005—2010)
Пятый созыв Обнинского городского Собрания избирался в соответствии с Федеральным законом «Об общих принципах организации местного самоуправления в Российской Федерации» № 131-ФЗ и со статьей 33 Закона Калужской области «О выборах в органы местного самоуправления по территории Калужской области». Значительно изменился численный состав — депутатов стало 30 человек. Выборы состоялись 30 октября 2005 года по шести многомандатным избирательным округам по пять мандатов в каждом округе.
По избирательному округу № 1 были избраны:
- Лев Александрович Березнер
- Дмитрий Юрьевич Кардаш
- Светлана Петровна Кулакова
- Алла Гавриловна Просвиркина
- Юрий Владимирович Фёдоров

По избирательному округу № 2:
- Анатолий Афонасьевич Гераскин
- Евгений Афанасьевич Пашин
- Владимир Борисович Светлаков
- Людмила Александровна Сергеева
- Николай Иванович Юрченко

По избирательному округу № 3:
- Нина Васильевна Илларионова
- Владимир Васильевич Наволокин
- Андрей Юрьевич Первов
- Владимир Николаевич Савин
- Валерий Геннадьевич Шнейдерман

По избирательному округу № 4:
- Лариса Владимировна Ведашева
- Владимир Васильевич Викулин
- Алла Борисовна Косинская
- Рахимджан Ахметджанович Розиев
- Александр Геннадьевич Сычёв

По избирательному округу № 5:
- Марина Зиновьевна Заточная
- Владимир Александрович Ненахов
- Валерий Григорьевич Остапец
- Надежда Георгиевна Рожкова
- Александр Борисович Савин

По избирательному округу № 6:
- Зиновий Рудопьянович Гуров
- Леонид Фёдорович Катухин
- Олег Николаевич Комиссар
- Владимир Васильевич Морозов
- Александр Юрьевич Силуянов

На первом заседании 15 ноября 2005 года председателем Обнинского городского Собрания был избран В. В. Викулин, заместителями председателя — В. В. Наволокин и Е. А. Пашин.
Новой формой работы стали комитеты, которых было пять:
- Комитет по законодательству и местному самоуправлению
- Комитет по бюджету, финансам и налогам
- Комитет по экономической политике
- Комитет по социальной политике
- Комитет по жилищно-коммунальным услугам

На постоянной основе работали А. Г. Просвиркина и В. Б. Светлаков, остальные депутаты работали на не освобождённой основе.

## Восьмой созыв, 2020—2025
Обнинское городское Собрание состоит из 30 депутатов, избранных по шести многомандатным избирательным округам (по пять мандатов в каждом округе) по мажоритарной системе относительного большинства.11, 12, 13 сентября 2020 года состоялись выборы депутатов в городское Собрание по 30 одномандатным округам.
По итогам общественного голосования. 
По итогам общественного голосования, депутатами VIII созыва Обнинского городского Собрания стали:
Зыков Андрей Александрович (избирательный округ №1),
Косинская Алла Борисовна (избирательный округ №2),
Черкесов Владимир Николаевич (избирательный округ №3),
Ярзуткин Василий Васильевич (избирательный округ №4),
Краско Сергей Петрович (избирательный округ №5),
Сергеева Людмила Александровна (избирательный округ №6),
Шатухин Анатолий Ефимович (избирательный округ №7),
Светлаков Владимир Борисович (избирательный округ №8),
Березнер Лев Александрович (избирательный округ №9),
Самбуров Дмитрий Анатольевич (избирательный округ №10),
Гуров Зиновий Рудопьянович (избирательный округ №11),
Галкин Иван Александрович (избирательный округ №13),
Заеленков Дмитрий Николаевич (избирательный округ №14),
Давыдова Жанна Владимировна (избирательный округ №15),
Цивцивадзе Елена Николаевна (избирательный округ №16),
Макаров Вадим Олегович (избирательный округ №17),
Артемьев Геннадий Юрьевич (избирательный округ №18),
Фрай Юрий Владимирович (избирательный округ №19),
Урожаев Павел Валерьевич (избирательный округ №20),
Хоменко Марина Алексеевна (избирательный округ №21),
Бородин Андрей Викторович (избирательный округ №22),
Пахоменко Константин Валентинович (избирательный округ №23),
Гришин Николай Александрович (избирательный округ №24),
Корнилова Елена Ивановна (избирательный округ №25),
Журавлев Михаил Викторович (избирательный округ №26),
Анциферов Роман Георгиевич (избирательный округ №27),
Наруков Вячеслав Владимирович (избирательный округ №28),
Халецкий Евгений Вячеславович (избирательный округ №29),
Нечитайло Альбина Юрьевна(избирательный округ №30).
Все выдвигались Единой Россией.
В избирательном округе 12 депутат не был избран, вариант "против всех" набрал наибольшее число голосов.

## Регламент
Структуру Обнинского городского Собрания, порядок формирования и избрания его органов, процедуру подготовки, внесения и рассмотрения вопросов, принятия решений, порядок подготовки и проведения заседаний, порядок взаимодействия с администрацией города Обнинска и иных форм работы Обнинского городского Собрания определяет регламент.
Ныне действующий регламент принят решением Обнинского городского Собрания № 10-55 от 29 января 2008 года. В эту редакцию внесены поправки решениями № 03-58 от 25 марта 2008 года и № 06-87 от 16 февраля 2010 года.

## Структура
Структура Обнинского городского Собрания определяется им самим. В неё входят:
- Председатель
- Заместитель/заместители председателя
- Президиум
- Постоянные комитеты
- Депутаты
- Аппарат

Президиум Обнинского городского Собрания образуют председатель Обнинского городского Собрания, заместитель/заместители председателя Обнинского городского Собрания и председателей комитетов Обнинского городского Собрания.
По решению Обнинского городского Собрания его депутаты вправе создавать депутатские объединения, действующие в соответствии с положением о депутатских объединениях, утверждаемым решением Обнинского городского Собрания.